# Hornoy-le-Bourg
Hornoy-le-Bourg je francouzská obec v departementu Somme v regionu Hauts-de-France. V roce 2010 zde žilo 1 664 obyvatel.